# 高谷雅彦
高谷 雅彦（たかや まさひこ、1971年8月9日 - ）は、競輪選手。日本競輪選手会常任理事兼青森支部長、ホームバンクは青森競輪場。日本競輪学校（当時。以下、競輪学校）第67期生。元競輪選手の高谷俊英（63期）は実兄であり師匠。

## 来歴
競輪学校時代の在校競走成績は35位（20勝）。
1991年4月11日、大宮競輪場でデビューし6着。初勝利は同年5月20日の静岡競輪場。
これまで特別競輪のうち、現在のGI相当では7回の決勝進出歴があり、1995年の全日本選抜競輪（青森競輪場）では2位に入った。またGII競走では1997年のふるさとダービー（防府競輪場）において決勝2着に入った。
2007年10月7日、京都向日町競輪場で通算400勝を達成。
2015年2月26日、伊東温泉競輪場で通算500勝を達成（表彰対象）。	
2022年2月24日、広島競輪場で通算600勝を達成。